# Рахат (Ельтайский сельский округ)
Рахат (каз. Рахат) — село в Алатауском районе, города Алматы, Казахстан. Код КАТО — 195233880.

## Население
В 1999 году население села составляло 461 человек (230 мужчин и 231 женщина). По данным переписи 2009 года, в селе проживало 650 человек (318 мужчин и 332 женщины).